# Porvoon Tarmo
Il Porvoon Tarmo è una società cestistica avente sede a Porvoo, in Finlandia. Fondata nel 1950, gioca nel campionato finlandese.